# 蘇原沢上町
蘇原沢上町（そはらさわがみちょう）は、岐阜県各務原市の地名。現行行政町名は蘇原沢上町一丁目から蘇原沢上町四丁目。

## 地理
各務原市の蘇原地区に属する。
町域の東部は蘇原柿沢町、蘇原早苗町、西部は蘇原村雨町、南部は蘇原月丘町、蘇原緑町、北部は蘇原青雲町、蘇原吉新町に接する。
かつての稲葉郡蘇原町三柿野の一部であり、地名は蘇原町三柿野の頃からの通称に因む。
道路
- 早苗通り
- いちょう通り

## 歴史
1874年（明治7年）9月、各務郡柿沢村、三滝新田、野村が合併し三柿野村が発足。1897年（明治30年）4月、伊飛島村、和合村、大宮村、古市場村、持田村と合併し蘇原村（1943年に町制施行し蘇原町）が発足。この地域は蘇原村大字三柿野の一部となる。
1963年（昭和38年）4月1日、蘇原町、那加町、鵜沼町、稲羽町が合併し各務原市が発足すると、大字三柿野から分立し蘇原沢上町が成立。

## 世帯数と人口
2024年（令和6年）10月1日現在の世帯数と人口は以下の通りである
| 丁目             | 世帯数  | 人口  |
| ---------------- | ------- | ----- |
| 蘇原沢上町一丁目 | 102世帯 | 217人 |
| 蘇原沢上町二丁目 | 97世帯  | 205人 |
| 蘇原沢上町三丁目 | 62世帯  | 163人 |
| 蘇原沢上町四丁目 | 161世帯 | 326人 |
| 計               | 422世帯 | 911人 |

## 小・中学校の学区
市立小・中学校に通う場合、学区は以下の通りとなる。
| 番・番地等 | 小学校                   | 中学校               |
| ---------- | ------------------------ | -------------------- |
| 全域       | 各務原市立蘇原第二小学校 | 各務原市立蘇原中学校 |

## 主な施設
- 各務原市立蘇原第二小学校
- 沢上公園
- 日本基督教団各務原教会
- 天理教旭原分教会

## 交通
最寄り駅は名古屋鉄道各務原線六軒駅